# Calicnemia haksik
Calicnemia haksik е вид водно конче от семейство Platycnemididae.

## Разпространение и местообитание
Видът е разпространен в Китай (Гуанси).
Обитава сладководни басейни и потоци.